# 四国二期会
四国二期会（しこくにきかい）は、四国に拠点を置き活動している声楽家による組織。本部は香川県高松市番町。

## 概要
1974年（昭和49年）7月に二期会の中四国支部として活動を開始した。1983年（昭和58年）4月に四国二期会として独立し、オペラを中心に公演活動を行ってきた。
また二期会四国支部事務局を香川県高松市に設置し、香川県、愛媛県、高知県、徳島県に県支部を設置した。

## 沿革
- 1974年（昭和49年） - 二期会の中国・四国支部を設立[2]。
- 1983年（昭和58年） - 四国二期会として独立[2]。
- 1996年（平成08年） - 香川県教育委員会より香川県文化功労章を受賞[2]。
- 2004年（平成16年） - 香川県知事表彰（文化功労）受賞[2]。
- 2005年（平成17年） - 高松市芸術団体協議会よりブルーポラリス特別賞を受賞[2]。

## 組織
これまでの元役員も含めて記載。
- 顧問：竹内肇、佐藤陽三、吉森章夫
- 理事長：若井健司、大塚ミーナ、薦田義明
- 副理事長：林里美、加藤千沙、小林好恵、田山博子、池上久乃
- 理事：田中雅純、渡辺理香、安藤直子、疋田博子、熊谷公博
- 監事：前田昭和